# Loxoblemmus reticularus
Loxoblemmus reticularus är en insektsart som beskrevs av Liu, Jupeng, Haisheng Yin och Xiangwei Liu 1995. Loxoblemmus reticularus ingår i släktet Loxoblemmus och familjen syrsor. Inga underarter finns listade i Catalogue of Life.